# Liang Jinsheng
Liang Jinsheng (* 12. Januar 1996) ist ein chinesischer Sprinter.

## Sportliche Laufbahn
Erste internationale Erfahrungen sammelte Liang Jinsheng bei den Juniorenasienmeisterschaften 2014 in Taipeh, bei denen er in 20,96 s die Silbermedaille im 200-Meter-Lauf gewann und mit der chinesischen 4-mal-100-Meter-Staffel in 41,23 s den siebten Platz belegte. Anschließend schied er bei den Juniorenweltmeisterschaften in Eugene mit 21,39 s in der ersten Runde aus und erreichte mit der Staffel in 39,51 s Rang vier. Bei den IAAF World Relays 2017 auf den Bahamas wurde er mit der 4-mal-100-Meter-Staffel in 39,22 s Dritter und mit der 4-mal-200-Meter-Staffel in 1:22,91 min Sechster. Anschließend siegte er mit der Staffel in 39,38 s bei den Asienmeisterschaften in Bhubaneswar und schied über 200 Meter mit 22,10 s im Halbfinale aus. Zwei Jahre später wurde er bei den Asienmeisterschaften in Doha sowohl mit der Staffel als auch im Einzelbewerb disqualifiziert. Kurz darauf erreichte er bei den World Relays in Yokohama in 38,16 s den vierten Platz.

## Persönliche Bestzeiten
- 100 Meter: 10,18 s (+0,1 m/s), 30. Juni 2019 in La Chaux-de-Fonds
  - 60 Meter (Halle): 6,65 s, 19. Februar 2019 in Nanjing
- 200 Meter: 20,74 s (+0,7 m/s), 26. Oktober 2015 in Fuzhou
  - 200 Meter (Halle): 21,84 s, 22. März 2014 in Peking